# بروکسل
بروکسِل (Brussel در هلندی، Bruxelles در فرانسوی، Brussels در انگلیسی) پایتخت کشور بلژیک است. بروکسل مقر اصلی بیشتر نهادهای اتحادیه اروپا است همچنین این شهر مقر ناتو نیز هست. نام بروکسل از واژه هلندی Broekzele مشتق شده که به معنی «کلبهٔ مرداب» است.
شهر بروکسل ۱۴۰۰۰۰ نفر جمعیت دارد در حالیکه جمعیت منطقهٔ کلانشهری آن بین ۲٬۱۰۰٬۰۰۰ تا ۲٬۷۰۰٬۰۰۰ نفر تخمین زده می‌شود.
منطقهٔ پایتخت بروکسل سه ناحیهٔ فدرال بلژیک، والونی و فلاندر تشکیل شده‌است. این نواحی هر یک جزئی از مجموعهٔ بلژیک هستند و ساکنین بروکسل با جامعهٔ فرانسوی زبانان بلژیک و جامعهٔ فلاندرزها، تبادل فرهنگی و تحصیلاتی دارند.
بروکسل، مرکز جامعهٔ فرانسویان بلژیک (Communauté française Wallonie-Bruxelles در فرانسوی) و فلاندرز ((Vlaanderen)) است و تمامی موسسات فلاندرز در آن ساخته شده‌اند: پارلمان فلاندرز، دولت فلاندرز و تقسیمات مدیریتی آن، دو نهاد اصلی اتحادیهٔ اروپا و مجمع اتحادیهٔ اروپا – در بروکسل واقع شده‌اند: کمیسیون در ساختمان برلایمونت و مجمع در ساختمان جاستوس لیپسیوس. مؤسسه سوم، پارلمان اروپا است که در بروکسل واقع است و برخی جلسات عمومی اعضاء در این شهر (برخی دیگر در استراسبورگ) تشکیل می‌شود و مدیریت مرکزی آن در لوکزامبورگ است.
بروکسل محل نشست سیاسی سازمان پیمان آتلانتیک شمالی، اتحادیهٔ غرب اروپا (WEU) و سازمان اروپایی امنیت و ناوبری هوایی یوروکنترول (EUROCONTROL) است.
از لحاظ زبان، بلژیک به مناطق شمالی هلندی زبان (گویش فلاندری) و منطقه جنوبی فرانسوی زبان تقسیم شده‌است. هرچند زبان رسمی این دو منطقه عمدتاً یکسان است، در هر دو سمت، دو زبان استفاده می‌شود. منطقهٔ بروکسل رسماً دو زبانه‌است هرچند اکثریت با فرانسوی هاست.

## ریشه‌شناسی
واژه بروکسل از زبان هلندی قدیم از واژه «بروگسلاً یا» برکزله «به معنی» مرداب «یا خانه‌ای که یک اتاق در مرداب دارد، گرفته شده‌است.» بروکزله «به زبان فرانسوی» بروکسلسل «تلفظ می‌شود. در تلفظ بلژیکی فرانسوی گاهی»k «تلفظ نمی‌شود و»z «به»s «تبدیل می‌شود. نام تمامی شهرهای دیگر درمنطقهٔ پایتخت بروکسل ریشهٔ هلندی دارد، به غیر از»Evere " که ریشهٔ سلتیک دارد.

## تاریخ
در سال ۹۷۷ پس از میلاد، امپراتور آلمانی، اتوی دوم، قلمرو دوک‌نشین لوتارینگیا در مرزهای غربی امپراتوری را به چارلز، دوک لوتارینگیا، پسر تبعیدی شاه لویی چهارم فرانسه، بخشید. بروکسل از آن زمان مورد توجه قرار گرفت: اسقف سنت گری، کلیسای کوچکی را روی جزیرهٔ کوچکی ساخت (۶۹۵). یک سده بعد: سنت ویندیسیانوس در آن جزیره زندگی می‌کرد. هرچند گفته می‌شود که بروکسل با ساخت یک قلعهٔ کوچک توسط چارلز در سال ۹۷۹ درجزیرهٔ سنت گری، بنا نهاده شده‌است. وقف امپراتور کبیر اتوی دوم ثبت شده‌است. دوک چارلز، زیارتگاه کوچکی را در کلیسای سنت‌گری ساخت تا از آثار مقدس سنت گودولا حفاظت شود.
در سال ۱۰۴۱، بروکسل توسط لامبرت اول لیوون، که یکی از کنت‌های لیوون بود و پس از دوک برابانت بر کشورهای اطراف حکمرانی می‌کرد، تسخیر شد. به دستور او، دیوارهای شهر ساخته شدند. در سده دوازدهم، این شهر کوچک به منطقه تجاری و توقفگاه "بروژ و گنت و کلون تبدیل شده بود. این امر باعث رشد و توسعهٔ روستا و افزایش جمعیت آن به ۳۰۰۰۰ نفر رسید. مرداب‌های اطراف را از بین بردند تا جای توسعهٔ بیشتر داشته باشند. کنت‌های لیووین در این زمان به دوک‌های برایانت تغییر نام دادند. (۱۱۸۴/۱۱۸۳)
از سال ۱۳۵۷ تا ۱۳۷۹، دیوارهای جدید شهر ساخته شد چون محدودهٔ قبلی بسیار کوچک بود: این منطقه امروزه بنام حلقهٔ داخلی یا پنتاگون معروف است.

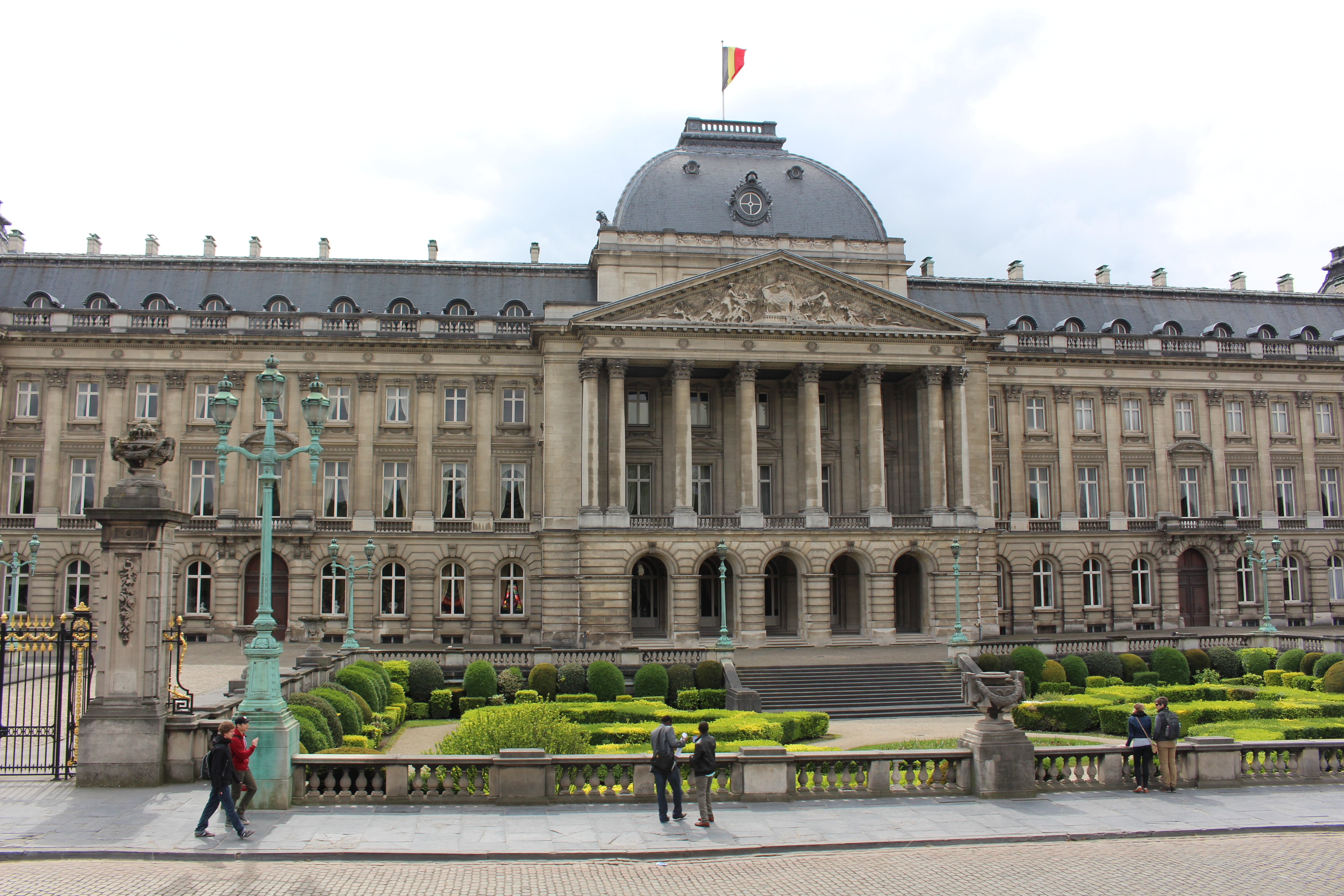
کاخ سلطنتی در بروکسل

در سده ۱۵، پس از ازدواج مارگارت سوم فلاندرز با فیلیپ دوم، فیلیپ شجاع دوک جدید برابانت به نام دوک بلرابانت متولد شد، که یک نژادش به ماکسیمیلیان اتریش بود که بعدها با ماری بورگاندی که در بروکسل متولد شده بود، ازدواج کرد.
برابانت استقلالش را از دست داد ولی بروکسل به مرکز سلطنتی کشورهای پایین تبدیل شد. چارلز پنجم که وارث کشورهای پایین از سال ۱۵۰۶ بود (در شش سالگی) توسط عمه اش، مارگارت اتریشی (۱۴۸۰–۱۵۳۰) تا سال ۱۵۱۵ تعلیم دید و سپس در سال ۱۵۱۶ در کلیسای جامع سنت گودول در بروکسل، پادشاه اعلام شد.
پس از مرگ پدر بزرگش، ماکسیمیلیان اول، امپراتور روم مقدس در سال ۱۵۱۹، چالرز تبدیل به دوک اعظم امپراتوری اتریش گردید و امپراتور روم مقدس، که هیچ‌گاه خورشید در آن غروب نمی‌کند، گردید. در کاخ سلطنتی گودنبرگ، چارلز پنجم در سال ۱۵۵۵ استعفاء داد. این کاخ بی‌نظیر که در تمامی اروپا مشهور است و در ابتدا جایگاه دوک‌ها بود، گسترش زیادی پیدا کرد؛ ولی متأسفانه در سال ۱۷۳۱ در اثر یک آتش‌سوزی عظیم، نابود شد.
در سال ۱۶۹۵، بروکسل مورد هجوم شاه لویی چهاردهم فرانسه قرار گرفت. بمباران به‌وسیلهٔ توپ باعث نابود شدن مرکز شهر شد، بیش از ۴۰۰۰ خانه در آتش سوختند. در سال ۱۸۳۰، انقلاب بلژیک، پس از اجرای اپرای دانیل فرانکویس اسپیریت در تئاتر دامونای، رخ داد. در ۲۱ ژولای ۱۸۳۱، لئوپارد اول بلژیک، اولین پادشاه بلژیک، تاج‌گذاری کرد و بازسازی دیوارهای شهر و ساختمان‌ها را بر عهده گرفت.
پس از ۱۰ مه ۱۹۴۰، بروکسل توسط ارتش آلمان بمباران شد و آسیب‌های زیادی در سال‌های ۱۹۴۴–۱۹۴۵ به آن وارد شد. فاجعهٔ استادیوم هیسل در تاریخ ۲۹ مه ۱۹۸۵ در بروکسل اتفاق افتاد. منطقه پایتخت بروکسل در ۱۸ ژوئیه ۱۹۸۹ بنیان‌گذاری شد. بروکسل به خاطر ارزش گذاشتن به تاریخش معروف است. این امر باعث شده که بیش از ۱۰۰ موزه در بروکسل وجود داشته باشد.

## بروکسل به‌عنوان پایتخت بلژیک

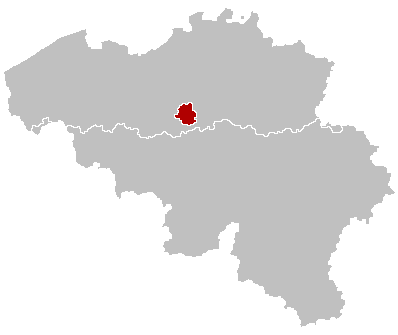
محل بروکسل در نقشه بلژیک

هرچند عده‌ای عقیده دارند که کل بروکسل در اصل پایتخت بلژیک است، طبق قانون اساسی این کشور (ماده ۱۹۴) شهرداری این شهر پایتخت بلژیک محسوب می‌شود. برخی استدلال می‌کنند که استفاده از حروف کوچک در «ville» و «stad"
"ville de Bruxelles" (French), "stad Brussel" (Dutch) در ماده ۱۷۴ بیانگر این مطلب است که کل شهر پایتخت است اما این استدلال پایه و اساس حقوقی ندارد هرچند شهر بروکسل پایتخت رسمی بلژیک است، وظایف پایتخت و محوری بین ۱۹ منطقه شهرداری تقسیم شده‌اند و در واقع سازمان‌های ملی بلژیک نه تنها در بروکسل واقع شده‌اند، بلکه در بقیهٔ ۱۸ منطقه نیز قرار دارند. اصطلاح «دی فاکتو» یعنی تمامی منطقه به‌عنوان پایتخت محسوب می‌شود و «دی چوری» یعنی فقط شهر بروکسل عنوان پایتخت را به خود به همراه دارد.

## مکانهای دیدنی

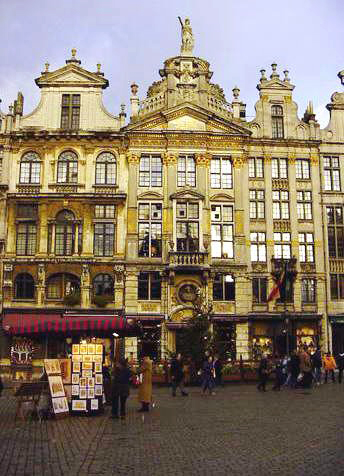
خانه‌های قدیمی در گراند پالاس

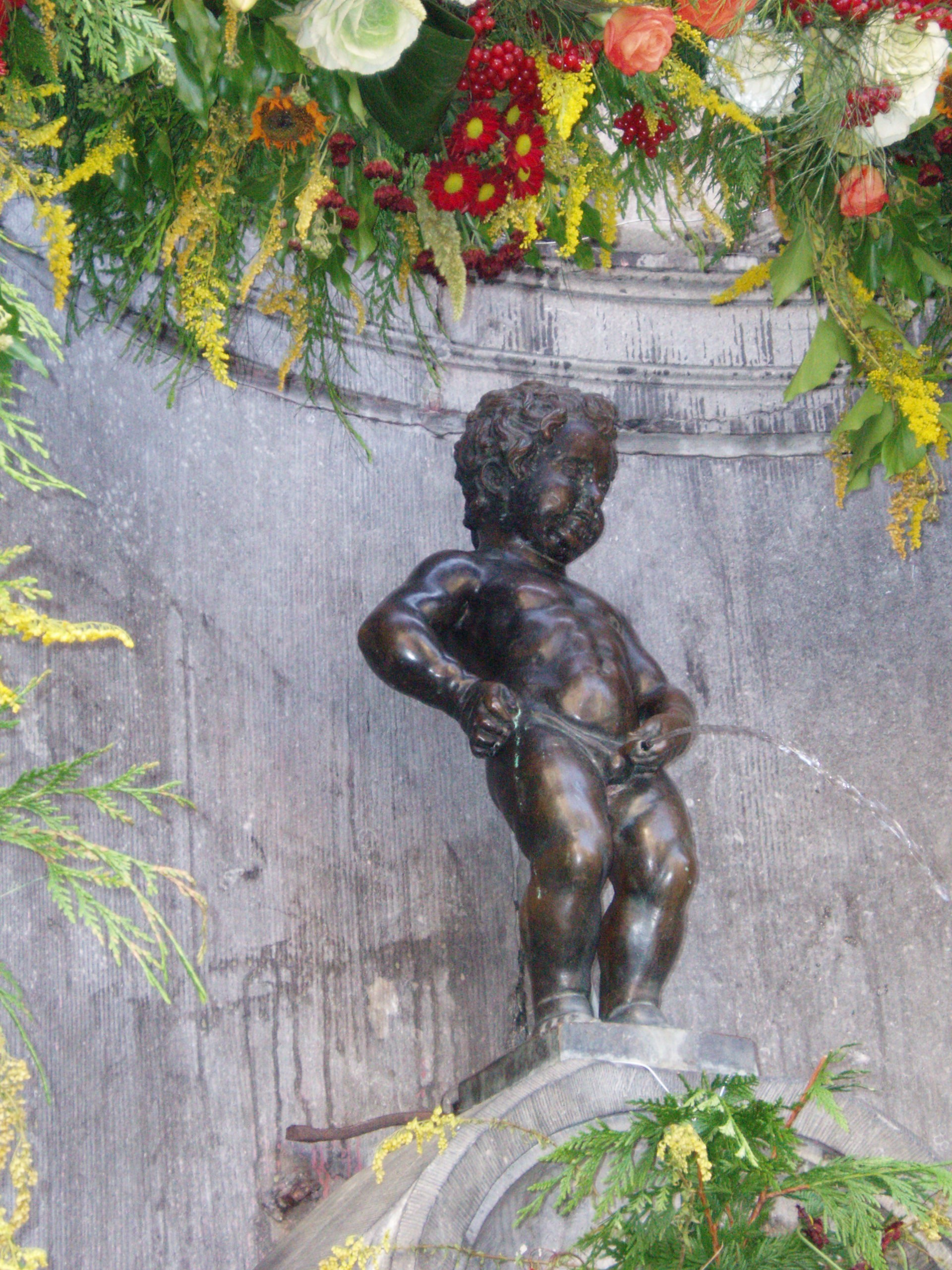
مشهورترین تندیس: مانکن پیس

- «گراند پالاس» (به هلندی: Grote Markt)، میدان مرکزی و مانند جواهری در تاج بروکسل است. این مکان بیشترین جاذبهٔ توریستی را دارد و از زان باروک، خانه‌های قدیمی سده هفدهم در اطراف میدان دیده می‌شوند.
- کاخ سلطنتی لاکن و کاخ سلطنتی بروکسل
- موزهٔ سلطنتی هنرهای زیبای بلژیک

موزه‌های هنرهای زیبا (به فرانسوی: موزیز رویادس بیو آرت) از چهار بخش متصل به هم تشکیل شده و هنرهای استادان قدیمی و هنر مدرن را در خود جای داده‌است. در این موزه کارهایی از پیتربروگل، پیتر پل روبنز، دلوا و ماگریت به چشم می‌خورد.
بروکسل زادگاه بسیاری از کارتون‌های کمدی معروف بلژیک مثل اسمورفس، لارگو وینج، تن‌تن و لوک خوش شانس بوده‌است. در جاهای مختلف شهر، نقاشی دیوار شخصیت‌های کارتونی ترسیم شده‌است.
- در نزدیکی هیسل، یک از سمبل‌های بلژیک وجود دارد که از سال ۱۹۸۵ باقی‌مانده و پارک مینی اروپا که مدل‌های کوچک از ساختمان‌های معروف اروپا را در خود جای داده‌است.
- مانکن پیس، یک مجسمهٔ کوچک نقره‌ای پسری که بر روی پایه فواره ادرار می‌کند.
- کلیساهای متعدد مانند کلیسای قلب مقدس در کوکلبرگ و کلیسای سنت میشل و سنت گودولا.
- طاق جشن و شادی
- لابورس/ دی بورس، مقر بازار بورس بلژیک
- لامونای / دی مونت، یک سالن اپرا.
- گراند پالاس| فرش گلها.
- شبکه گردشگری و تاکسی: انبار قدیمی خانواده‌های سیستم حمل و نقل.
- پالایس استوکلت
- مایسون هورتا
- خیابان لوئیس، خیابانی در منطقهٔ شیک پوشان بروکسل

## فولکلور
بروکسل به خاطر فرهنگ سنتی و آداب محلی اش، یکی از سرزنده‌ترین مردم را در کشور دارد:
- روش زندگی و رسوم مردم بروکسل را می‌توان از تئاتر «خانهٔ تون» فهمید. این تئاتر در منطقهٔ مارولس قرار دارد.
- امگانگ Ommegang (از واژه هلندی به معنی «قدم زدن») به‌عنوان حرکت مذهبی در سده ۱۴ آغاز شد. این مراسم هرساله انجام می‌شود و ورود چارلز پنجم به شهر در سال ۱۵۴۹ را یادآوری می‌کند. این حرکت دسته جمعی پر از بستنی و شربت، عروسک‌های بزرگ مانند سنت میشل و سنت پیتر و نمایش گروه‌های سنتی به صورت پیاده یا سوار بر اسب، می‌باشد. این راه‌پیمایی در صحن نمایش گراندپالاس پایان می‌یابد.
- «می‌بوم»'Meyboom (درخت می) نیز یک رسم قدیمی است (۱۳۰۸) که در ۹ اگوست انجام می‌شود. پس از چرخاندن یک نهال جوان راش در شهر، به همراه اجرای موسیقی و آواز بروکسلی و عروسکهای بزرگ، در زمین کاشته می‌شود.

## وضعیت زبانی
در منطقهٔ پایتخت بروکسل، دو زبان هلندی و فرانسه مرسوم است، هرچند زبان مادری اکثر مردم، فرانسوی است و کاربرد بیشتری دارد. تمامی موسسه‌های عمومی در بروکسل، دو زبانه هستند.
در سده‌های طولانی از تاریخ بروکسل، هلندی (گونهٔ برابانتیان)، زبان بومی کشور بوده‌است. فرانسوی وقت توسط مردم طبقات بالا (کمتر از ۵٪) صحبت می‌شد. مطالعه در تاریخ نشان می‌دهد که زبان هلندی بسیار پر استفاده بود تا وقتی که فرانسوی‌ها درسال ۱۷۹۳ وارد این کشور شدند و تصدی امور اجرایی را در دست گرفتند.
در سده‌های ۱۹ و ۲۰، بلژیک کاملاً توسط فرانسه زبان‌ها اشغال شده بود. هرچند اکثریت (۶۰٪) مردم هلندی صحبت می‌کردند، فرانسه زبان رسمی شد. مدیریت شهری، قوهٔ قضایی، تحصیل و معاملات اقتصادی در زمان‌های طولانی به زبان فرانسه انجام می‌شد.
بروکسل مهاجر فرانسوی زبان زیادی را پذیرفته‌است و به این علت دولت مرکزی فرانسه زبان در آن ایجاد شد.
در قسمت مرکزی بروکسل، زبان فرانسه بیشتر از هلندی مورد استفاده بود و مردم برای تحصیلات تکمیلی و کارهایی با درآمد بالا می‌بایست فرانسه یادمی‌گرفتند. سپس دولت بلژیک (که در سال ۱۸۳۰ تأسیس شد) هلندی را زبان اکثریت دانست و آن را زبان رسمی اعلام کرد.
طبق تحقیقی که رودی جانسن در سال ۲۰۰۱ انجام داد، ۸۰٪ مردم فرانسه زبان، ۵٪/۸ هلندی زبان و ۲٪/۱۰ به هر دو زبان صحبت می‌کنند (درصدهای ذکر شده نیاز به تحقیق دارد). یک سوم ساکنین بروکسل ملیت خارجی دارند و ملیت بلژیکی ندارند. درطول ساعات کاری تعداد نیروهای کار که از اطراف به شهر می‌آیند افزایش می‌یابد.
باید توجه داشت که یه خاطر رشد شهر بروکسل، حومهٔ شهر که بیشتر هلندی زبان هستند، فرانسه زبان‌ها را تحت تأثیر قرار داده‌است. در برخی مناطق اکثریت با فرانسه زبان‌ها است که حتی به ٪ ۷۰ می‌رسد. یکی از راه‌های فهمیدن اینکه در بروکسل یا فلاندرز هستید، اینست که به پایه چراغ راهنمایی نگاه کنید، آن‌ها دربروکسل قرمز و سفید و در فلاندرز زرد و سیاه هستند.

## دانشگاه‌ها و دانشکده‌ها
بروکسل دانشگاه‌های متعددی دارد: دانشگاه آزاد بروکسل (ULB)، دانشگاه وریج بروکسل (VUB) دانشگاه سنت لوئیس (FUSL)، دانشگاه کاتولیک بروکسل (KUB) و آکادمی سلطنتی نظامی بلژیک (RMA)، پردیس دانشگاه کاتولیک لووین (UCL) در بروکسل واقع شده‌است و به این اسامی معروف است:
«Louvain-en-Woluwe» یا «UCL-Brussels» و محل دانشکدهٔ پزشکی و داروسازی است.
کنسرواتوار کونینکیک بروکسل، مدرسهٔ هنرهای دراماتیک است که هنرمندان زیادی را تربیت می‌کند.

## مترو
متروی بروکسل در سال ۱۹۷۶ تأسیس شده و هم‌اکنون دارای ۴ خط و ۵۹ ایستگاه می‌باشد.

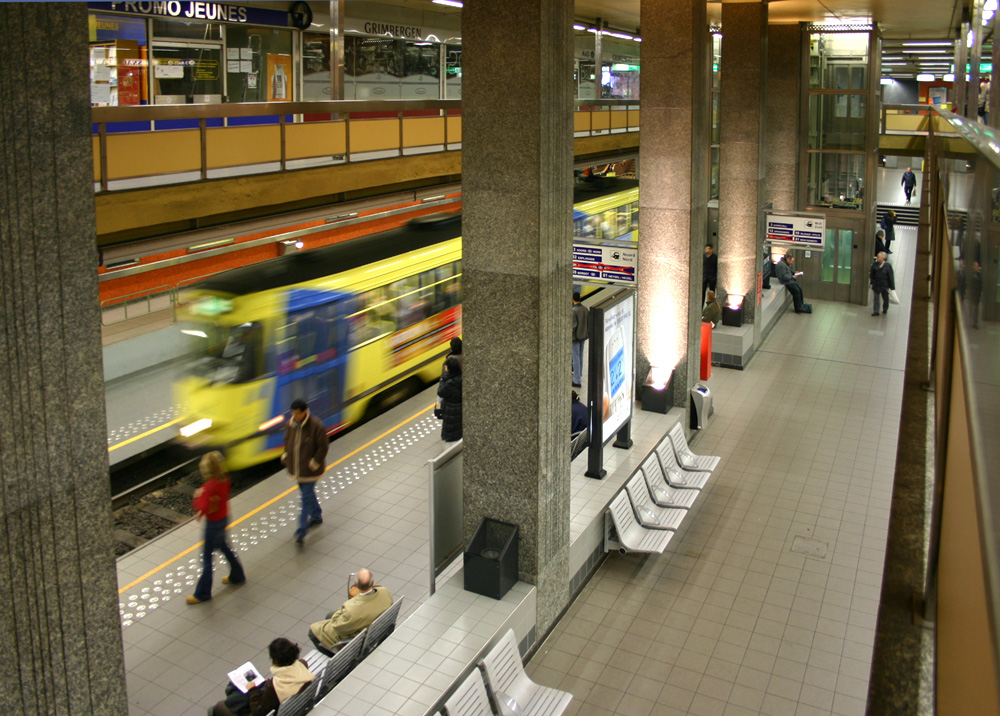
متروی بروکسل، ایستگاه de Brouckère

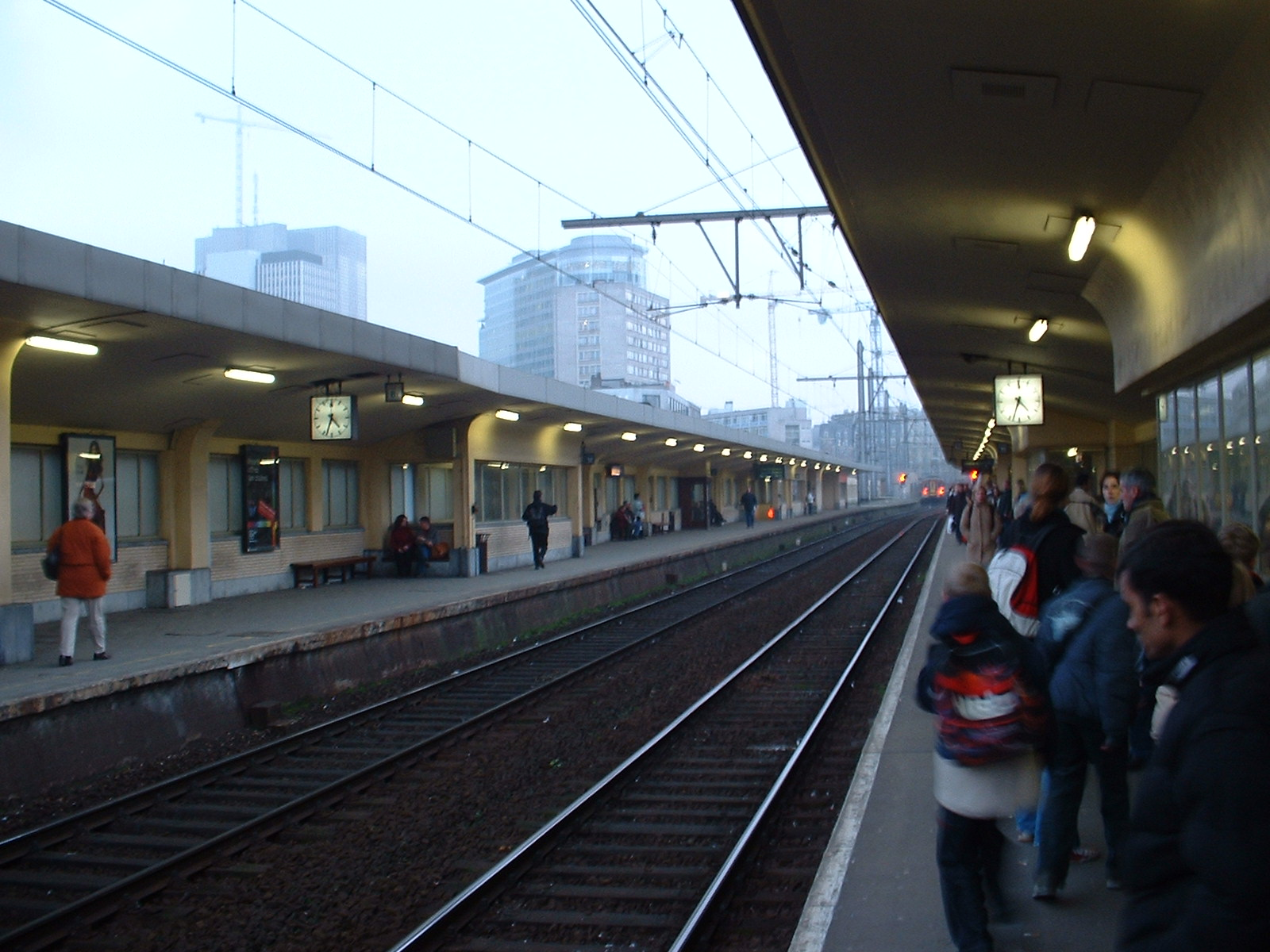
سکوهای ایستگاه شمال بروکسل

## ارتباطات
فرودگاه ملی بروکسل در نزدیکی منطقهٔ فلاندرز نشین زاونتام و فرودگاه جنوبی بروکسل در نزدیکی چارلروی در حدود ۸۰ کیلومتری بروکسل، قرار دارند. ایستگاه‌های قطار اصلی، بروکسل را به انگلستان و سایر شهرهای بزرگ اروپا، با خطوط ریلی پر سرعت، متصل می‌کنند.

## حمل و نقل عمومی
متروی بروکسل از سال ۱۹۷۶ آغاز به کار کرده‌است. شبکهٔ اتوبوسرانی و تراموا نیز تمامی شهر را تحت پوشش قرار داده‌اند. لنگرگاه بروکسل نیز بر روی کانال ویل بروک در قسمت شمال غربی شهر قرار دارد.
چهار شرکت، مدیریت حمل و نقل عمومی داخل بروکسل را بر عهده دارند:
- MIVB/STIFB (مترو، اتوبوس، تراموا، سرویس منطقه‌ای بروکسل)
- SNCB/NMBS (قطار، برنامه‌ریزی شده برای کل بلژیک)
- De lijn (ایستگاه‌های اتوبوس فلاندرز)
- TEC (حمل و نقل) (اتوبوس‌های والونی) با استفاده از سیستم بلیت داخلی می‌توان با بلیت‌های STIB/MIVB از قطار و اتوبوس‌های مسیر طولانی درون‌شهری استفاده کرد. خدمات مشتری توسط شرکت‌های فوق با ساخت شبکه ریلی پیرامون بروکسل RER، تکمیل خواهد شد.

## شبکه راه‌ها
در سالهای قدیم، بروکسل در میان راه بین مدرن هوگستارت به رودهائوت از شمال به جنوب، و راه ژنت سستین وگ به چائوسی از شرق به غرب قرار داشت. فرم خیابان‌ها از گراندپالاس الگو گرفته‌است و در بین آنهاها، بلورهایی بر روی رودخانه ساخته شده‌است.
بروکسل، مرکز طرفداران راه‌های ملی قدیمی مثل NI (شمال به بردا)، N۲ (شرق به ماست ریخت)، N۳ (شرق به آخن)، N۴ (جنوب شرقی به لوکزامبورگ)، N۵ (جنوب به ریمز) N۶ (جنوب غربی به مائوبگ)، N۸ (غرب به ککسیو)، N۹ (شمال غربی به استند) می‌باشد.
این بزرگراه‌ها که steenwegen/chaussées نامیده می‌شوند گاهی در کنارشان خیابان‌های مرکز خرید احداث می‌شود و در نهایت پیچ در پیچ شده و به آن‌ها ختم می‌شوند.
جاده‌های اروپایی E19 (N-S) و (E-W) E۴۰ از نزدیکی شهر عبور می‌کنند. بروکسل یک جاده کمربندی دارد که به نام «R0" (R- صفر) نامیده می‌شود. (فرانسه: «رنیگ»، آلمانی: «گروته رنیگ»). این جاده گلابی – شکل است، قسمت جنوبی به علت اعتراضات ساکنین آن منطقه، تغییرشکل یافته‌است.
مرکز شهر که گاهی «پنتاگون» نامیده می‌شود با یک «حلقهٔ کوچک» احاطه شده‌است که از توالی چندین بلوار تشکیل شده و نام رسمی آن «R۲۰» است. این خیابان پس از خراب کردن دیوارهای شهر و ساختن دیوارهای جدید در سال‌های گذشته ایجاد شده‌است.
درقسمت شرقی شهر، جادهٔ «R۲۱» (فرانسه: گراند سینتور) تشکیل شده که لاکن را به اوکل متصل می‌کند. برخی ایستگاه‌های مترو در این جاده ساخته شده‌اند. با کمی فاصله، جادهٔ R۲۲، زاونتم را به سنت چاب متصل می‌کند.

## کنفرانس‌ها و نمایشگاه‌های جهانی

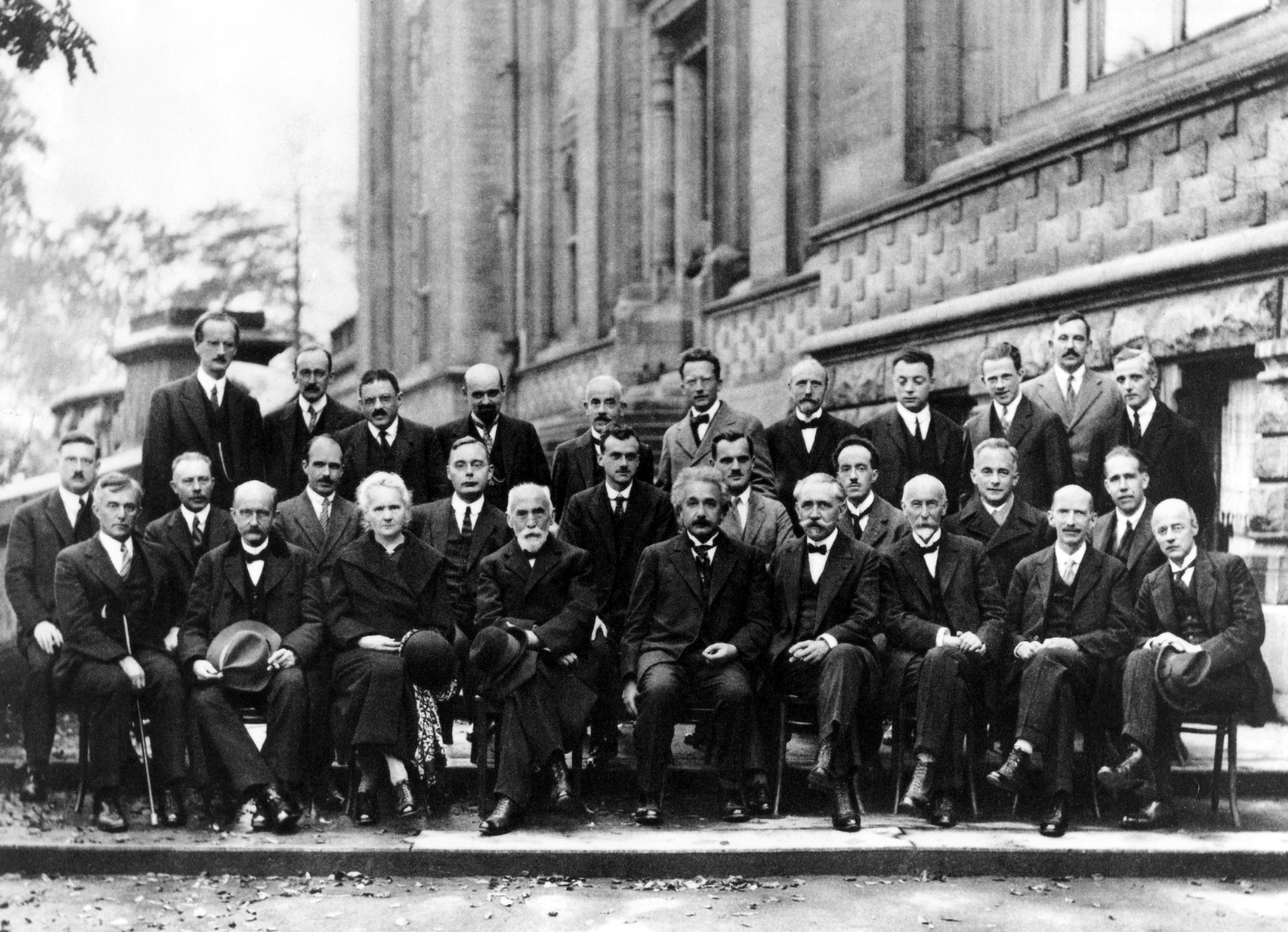
تصویر کنفرانس سولوی در ۱۹۲۷

بروکسل میزبان کنفرانس معروف سولوی در سال ۱۹۲۷ بود که فیزیکدانانی مانند آلبرت انیشتین، ماکس پلانک، ماری کوری، هنریک لورنتز، پل دیراک، لوئیس، دوک هفتم بروگلو، نیلز بوهر، اروین شرودینگر، ولفاگنگ پائولی و ورنر هیزنبرگ راجع به روش‌های فیزیک جدید و نظریه کوانتوم صحبت کرده‌اند. انیشتین از نظریهٔ اصل عدم قطعیت هیزبرگ متحیر شد و گفت: «خداوند تخته نرد بازی نمی‌کند.» بوهر پاسخ داد: «انیشتین، به خدا نگو چکار کند.» هفده نفر از بیست و نه شرکت‌کننده در سال‌های آتی جایزهٔ نوبل گرفتند.
بروکسل در سال ۱۹۳۰ میزبان سومین کنگرهٔ بین‌المللی معماری مدرن بود. دو نمایشگاه بین‌المللی Exposition universelle et internationale و Expo '۵۸ به ترتیب در سال‌های ۱۹۳۵ و ۱۹۸۵ در بروکسل برگزار شده‌اند.
Atomium نماد یک کریستال آهن که ۱۰۳ متر ارتفاع دارد در نمایشگاه Expo '۵۸ در شهر نصب شد و هنوز هم پابرجاست.
در سال ۲۰۰۳ بلژیکی‌ها مراسم ۲۵ امین سالگرد وفات جک بریل را برگزار کردند.

## پارک‌های معروف
- پارک بروکسل (آلمانی: واراند پارک) که به اشتباه رویال پارک نامیده می‌شود.
- بایرس دی لاکامبر (آلمانی: ترکامرنیوس)
- سینکوانتر (آلمانی: ژوبل پارک)
- پارک دی لاکون (آلمانی: پارک وان لاکن)
- پارک دی ولوو (آلمانی: پارک وان ولوو)
- پارک جوزافات (آلمانی: جوافات پارک)
- پارک ریو بائودین (آلمانی: کونینگ بودوین پارک)
- کائوبرگ
- ژآردین دو میل بیک (آلمانی: مال بیک تونین)
- پارک دودن (آلمانی: دودن پارک)
- پارک آسترید (آلمانی: آسترید پارک)

## اشخاص معروف بروکسل
همچنین ببینید: شخصیت‌های مهم بروکسل
| - پیر آلچینسکی، هنرمند - پلاستیک برتراند، موسیقی دان - برایان ملکو، خواننده گروه پلاسیبو - ژاکوبس بدل، موسیقی دان - رنه کارکان، هنرمند - مارک ویدن، کارگردان - آدری هپبورن، بازیگر - رنه ماگریت، نقاش - آملیه نوتومب، نویسنده - ویکتور هورتا، معمار و آرشیتکت - جی ایکس، راننده مسابقه | - پل امیلی جانسون، سیاست‌مدار، نخست‌وزیر سابق بلژیک - سنت گودولای بروکسل و ایبینگن، چهرهٔ مقدس بلژیک - میشل دی ژلدرود، نمایشنامه نویس - هرژه، نویسندهٔ کمیک‌های بلژیکی – فرانسوی - پیو (پیرکولیفورد)، طراح و خالق اسمارف - فرانکویس شوتین، هنرمند کمیک‌های بلژیکی – فرانسوی - پل هنری اسپارک، سیاست‌مدار، وزیر امور خارجهٔ بلژیک و نخست‌وزیر و ژنرال سابق ناتو - توتز تیله مانز، موسیقی دان سبک جاز - ژان کلود ون دم، بازیگر- لقب: ماهیچهٔ بروکسل - ماگوریت یورسنار، نویسنده و عضو آکادمی فرانسه |  |

## تیم‌های ورزشی
- R.S.C، اندرلخت، تیم فوتبال
- F.C مولنبیک بروکسل استروم بیک، فوتبال
- اتحادیه سنت گیلویز، فوتبال
- R.R.B.C بروکسل، بسکتبال

## موزه‌ها
- موزهٔ سلطنتی هنرهای زیبا
- کاخ هنرهای زیبا (آلمانی: پالیس وور شونه کونشتن/ فرانسه: پالایس دی بیو – آرتز)
- موزهٔ فیلم
- موزهٔ آلات موسیقی (M:M)
- موزهٔ ارتش ملی
- موزهٔ سلطنتی هنر و تاریخ
- مرکز بلژیکی هنر تصاویر کمیک
- مؤسسه سلطنتی علوم طبیعی بلژیک

## غیره
- فهرست نخست وزیران بروکسل
- تقاطع بروکسل
- اسپروت بروکسل – نوعی سبزی که بنام شهر نام‌گذاری شده‌است.
- هنر مدرن
- فهرست ایستگاه‌های متروی بروکسل
- جنگل سونیان
- یادبود وان دوم
- مسابقهٔ آواز اروپا ۱۹۸۷

## شهرهای خواهر خوانده
| - آکیسار، ترکیه - آتلانتا، ایالات متحده آمریکا - پکن، جمهوری خلق چین - برلین، آلمان - بردا، هلند - کیف، اوکراین - مونترال، کانادا - لیوبلیانا، اسلوونی | - ماکائو، جمهوری خلق چین - کینشاسا، جمهوری دموکراتیک کنگو - مادرید، اسپانیا - مسکو، روسیه - پراگ، جمهوری چک - صوفیه، بلغارستان - تیرانا، آلبانی - واشینگتن دی سی، ایالات متحده آمریکا |  |